# Flik 19
A Fliegerkompanie 19 (rövidítve Flik 19, magyarul 19. repülőszázad) az osztrák-magyar légierő egyik repülőszázada volt.

## Története
A századot 1916-ban, már az első világháború alatt alapították és már január 20-án Fischamendből az olasz frontra, Haidenschaft repülőbázisára irányították. 1917 júliusában átszervezték a légierőt és az egység hadosztály-felderítői feladatokat (Divisions-Kompanie, Flik 19D) kapott. A front mozgásával összhangban áthelyezték őket Ghirano repülőterére. 1917 októberében a 2. Isonzó-hadsereg alárendeltségében részt vett a 12. isonzói csatában. 1918 szeptemberében az újabb átszervezéskor hadtesthez rendelt (Korps-Kompanie, Flik 19K) lett. 
A háború után a teljes osztrák légierővel együtt felszámolták.

## Századparancsnokok
- Adolf Heyrowsky százados
- Altadonna György főhadnagy
- Ludwig Hautzmayer főhadnagy
- Johann Polivka százados

## Ászpilóták
Az egység 7 ászpilótával büszkélkedhet (közülük ketten magyar nemzetiségűek):
| Név                       | A században szerzett légi győzelem |
| ------------------------- | ---------------------------------- |
| Godwin Brumowski          | 4                                  |
| Benno Fiala von Fernbrugg | 2                                  |
| Fejes István              | 5                                  |
| Adolf Heyrowsky           | 10                                 |
| Tahi Sándor               | 5                                  |
| Ludwig Hautzmayer         | 4                                  |
| Josef Pürer               | 6                                  |
| Összesen:                 | 36 igazolt légi győzelem           |

## Századjelzés
Az Isonzó-hadseregben megszokott módon a törzsre a pilótafülke mögé keskeny fehér szegélyű piros törzsgyűrűt festettek fel.

## Repülőgépek
A század pilótái a következő típusokat repülték:
- Hansa-Brandenburg C.I
- Fokker E.III
- Aviatik C.I
- Albatros D.III
- Phönix C.I
- UFAG C.I